# Grant Stafford
Grant Stafford (Johannesburg, 27 maggio 1971) è un ex tennista sudafricano.

## Carriera
Ottenne il suo best ranking in singolare il 31 gennaio 1994 con la 53ª posizione mentre nel doppio divenne il 14 settembre 1998, il 42º del ranking ATP.
In carriera in singolare ha ottenuto la vittoria finale in tre tornei Challenger mentre nei tornei del circuito ATP ha, come migliori risultati, le finali raggiunte al South African Open nel 1993, all'Hall of Fame Tennis Championships nel 1996 e all'U.S. Men's Clay Court Championships nel 1997. Nel 1994 raggiunse il quarto turno dell'Australian Open superando in successione Mark Philippoussis, Emilio Sánchez e Marc Rosset prima di essere sconfitto dal croato Goran Ivanišević in tre set.
In doppio vinse cinque tornei ATP, tre dei quali in coppia con Kevin Ullyett. Nel 1989, in coppia con il connazionale Wayne Ferreira, vinse l'US Open junior superando in finale i cechi Martin Damm e Jan Kodeš.
Ha fatto parte della squadra sudafricana di Coppa Davis dal 1994 al 1998 con un bilancio finale di una sola vittoria e sette sconfitte.

## Statistiche

### Singolare

#### Vittorie (0)
| Legenda tornei minori |
| Challenger (3)        |
| Futures (0)           |

| Numero | Data           | Torneo                                      | Superficie  | Avversario in finale | Punteggio     |
| 1.     | 1º aprile 1996 | West Bloomfield Challenger, West Bloomfield | Cemento (i) | Sargis Sargsian      | 6-4, 6-2      |
| 2.     | 29 aprile 1996 | Andijan Challenger, Andijan                 | Cemento     | Stéphane Simian      | 6-2, 6-7, 6-4 |
| 3.     | 6 maggio 1996  | Jerusalem Challenger, Gerusalemme           | Cemento     | Chris Haggard        | 6-4, 6-3      |

#### Sconfitte in finale (3)
| Numero | Data           | Torneo                                       | Superficie  | Avversario in finale | Punteggio     |
| 1.     | 29 marzo 1993  | South African Open, Durban                   | Cemento     | Aaron Krickstein     | 3-6, 6(7)–7   |
| 2.     | 8 luglio 1996  | Hall of Fame Tennis Championships, Newport   | Erba        | Nicolás Pereira      | 6-4, 4-6, 4-6 |
| 3.     | 21 aprile 1997 | U.S. Men's Clay Court Championships, Orlando | Terra rossa | Michael Chang        | 6-4, 2-6, 1-6 |

### Doppio

#### Vittorie (5)
| Legenda                                                      |
| Grande Slam (0)                                              |
| ATP Tour World Championships / Tennis Masters Cup (0)        |
| ATP Super 9 / Tennis Masters Series (0)                      |
| ATP Championships Series / ATP International Series Gold (1) |
| ATP World Series / ATP International Series (4)              |

| Numero | Data            | Torneo                                            | Superficie  | Compagno         | Avversari in finale              | Punteggio        |
| 1.     | 14 ottobre 1996 | Tel Aviv Open, Tel Aviv                           | Cemento     | Marcos Ondruska  | Noam Behr Eyal Erlich            | 6-3, 6-2         |
| 2.     | 20 aprile 1998  | U.S. Men's Clay Court Championships, Orlando      | Terra rossa | Kevin Ullyett    | Michael Tebbutt Mikael Tillström | 4-6, 6-4, 7-5    |
| 3.     | 4 maggio 1998   | International Tennis Championships, Coral Springs | Terra rossa | Kevin Ullyett    | Mark Merklein Vincent Spadea     | 7-5, 6-4         |
| 4.     | 20 luglio 1998  | Legg Mason Tennis Classic, Washington             | Cemento     | Kevin Ullyett    | Wayne Ferreira Patrick Galbraith | 6-3, 7-5         |
| 5.     | 1º gennaio 2001 | AAPT Championships, Adelaide                      | Cemento     | David Macpherson | Wayne Arthurs Todd Woodbridge    | 6(5)–7, 6-4, 6-4 |

| Legenda tornei minori |
| Challenger (6)        |
| Futures (0)           |

| Numero | Data            | Torneo                                           | Superficie    | Compagno             | Avversari in finale                 | Punteggio     |
| 1.     | 4 maggio 1992   | Aberto de São Paulo, San Paolo                   | Cemento       | Kevin Ullyett        | Gerardo Martínez Tom Mercer         | 7-6, 6-4      |
| 2.     | 11 maggio 1992  | Itu Challenger, Itu                              | Cemento       | Kevin Ullyett        | Bertrand Madsen Todd Nelson         | 6-1, 6-3      |
| 3.     | 2 novembre 1992 | Lambertz Open by STAWAG, Aquisgrana              | Sintetico (i) | Christo van Rensburg | Michael Mortensen Christian Saceanu | 6-1, 6-3      |
| 4.     | 26 aprile 1993  | Rome Challenger, Roma                            | Terra rossa   | David Nainkin        | Danilo Marcelino Fernando Meligeni  | 6-0, 6-1      |
| 5.     | 25 ottobre 1993 | Brest Challenger, Brest                          | Sintetico (i) | Ellis Ferreira       | Mike Briggs Trevor Kronemann        | 2-6, 7-5, 7-5 |
| 6.     | 29 luglio 1996  | Fifth Third Bank Tennis Championships, Lexington | Cemento       | Geoff Grant          | Chad Clark Tamer El Sawy            | 7-5, 6-1      |

#### Sconfitte in finale (1)
| Numero | Data          | Torneo                       | Superficie | Compagno       | Avversari in finale           | Punteggio |
| 1.     | 28 marzo 1994 | South African Open, Sun City | Cemento    | Ellis Ferreira | Marius Barnard Brent Haygarth | 3-6, 5-7  |